# Alina Tararyčenkova
Alina Eduardovna Tararyčenkova (in russo Алина Эдуардовна Тарарыченкова?, traslitterazione anglosassone approssimata Alina Eduardovna Tararychenkova; 29 marzo 2000) è una skeletonista russa.

## Biografia

### 2015–2018
Proveniente dall'atletica leggera, iniziò a gareggiare nel 2015 per la squadra nazionale russa, partecipando ai II Giochi olimpici giovanili invernali di Lillehammer 2016, dove chiuse la gara del singolo all'ottavo posto. Debuttò in Coppa Europa il 10 novembre 2016 a Innsbruck e pochi mesi dopo, il 27 gennaio 2017, non ancora diciottenne anche in Coppa del Mondo, piazzandosi ventesima a Schönau am Königssee in quella che fu l'unica apparizione della stagione 2016/17; concluse invece l'annata in Coppa Europa al settimo posto in classifica generale.
Continuò a gareggiare in Coppa Europa anche nel 2017/18, ottenendo la seconda posizione nella graduatoria di fine anno e totalizzando due presenze anche in Coppa Intercontinentale, circuito mondiale di secondo livello. Fu inoltre quinta ai  campionati mondiali juniores disputatisi a Sankt Moritz nel 2018. 

### 2019–2021
L'anno successivo disputò per intero la stagione 2018/19 della Coppa Intercontinentale, chiusa al sesto posto nella classifica generale, e fu ottava ai mondiali juniores di Schönau am Königssee 2019. 
Nel 2019/2020 gareggiò in tre appuntamenti della Coppa del Mondo, ottenendo al massimo un quattordicesimo posto a Lake Placid e la ventiseiesima piazza a fine stagione; dedicò il resto della stagione alla Coppa Europa, piazzandosi terza in classifica generale. Si mise inoltre in luce a livello continentale juniores, vincendo la medaglia d'oro agli europei di categoria di Altenberg 2020, mentre ai mondiali juniores si piazzò a ridosso del podio a Winterberg 2020.

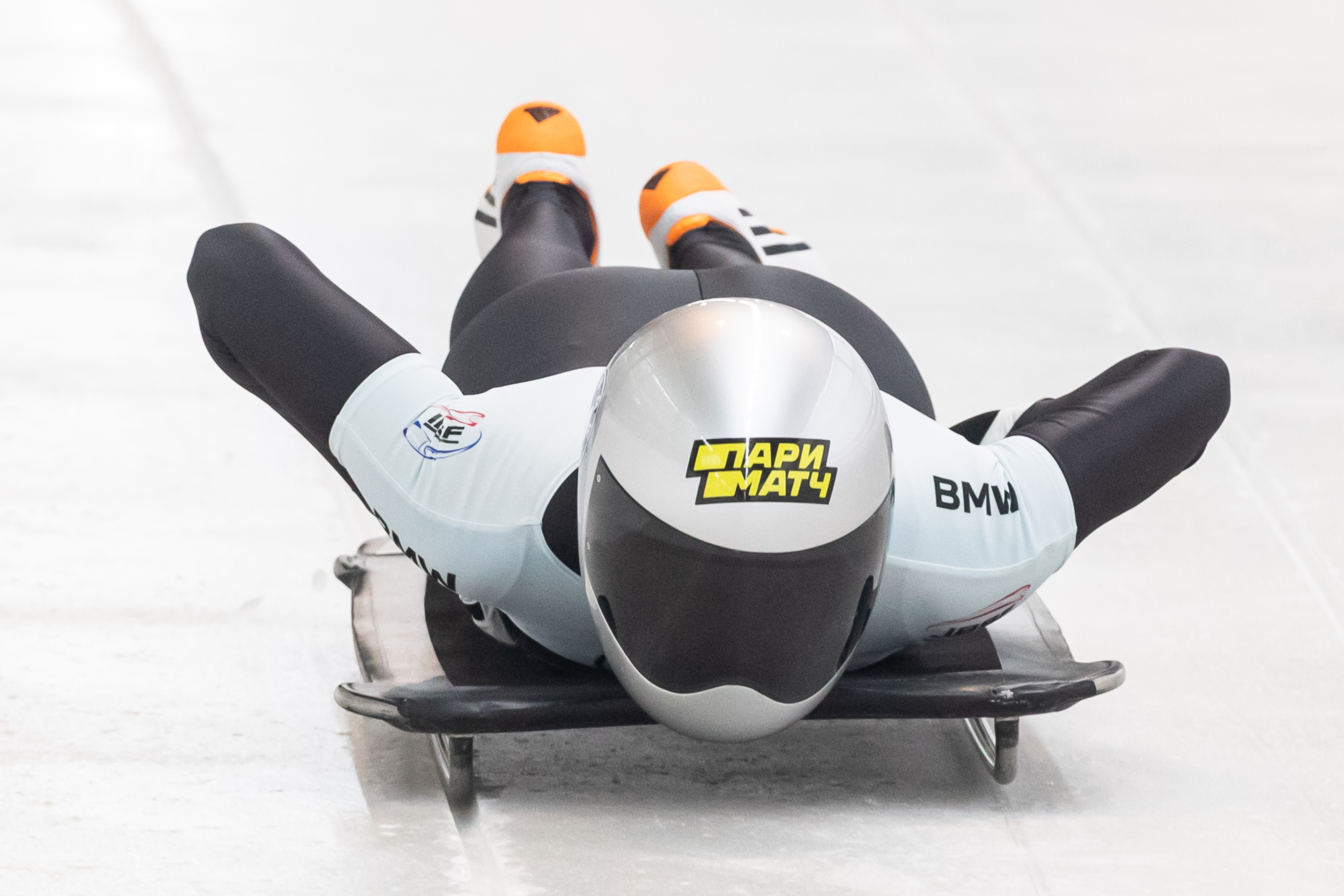
Alina Tararyčenkova in gara ai campionati mondiali di Altenberg 2021

Nel 2020/21 prese parte a due gare di Coppa del Mondo e in entrambe entrò nella top ten (fu settima a Innsbruck e nona a Sankt Moritz), risultati che la piazzarono al ventitreesimo posto al termine della stagione; fu quinta ai mondiali juniores di Winterberg 2021 e si riconfermò campionessa europea di categoria nella rassegna di Innsbruck 2021. Chiuse la stagione partecipando ai campionati mondiali di Altenberg 2021, dove fu quarta nel singolo e quinta nella prova a squadre.

### 2022–
L'annata 2021/22 fu la sua prima stagione completa in Coppa del Mondo; ottenne il suo primo podio il 3 dicembre 2021 ad Altenberg, terzo appuntamento stagionale, dove fu seconda alle spalle dell'atleta di casa Tina Hermann e chiuse al settimo posto nella classifica generale. Agli europei di Sankt Moritz colse invece l'ottava piazza.

## Palmarès

### Europei juniores
- 2 medaglie:
  - 2 ori (singolo ad Altenberg 2020; singolo a Innsbruck 2021).

### Coppa del Mondo
- Miglior piazzamento in classifica generale nel singolo: 7ª nel 2021/22;
- 1 podio (nel singolo):
  - 1 secondo posto.

### Circuiti minori

#### Coppa Intercontinentale
- Miglior piazzamento in classifica generale: 6ª nel 2018/19;
- 1 podio (nel singolo):
  - 1 terzo posto.

#### Coppa Europa
- Miglior piazzamento in classifica generale: 2ª nel 2017/18;
- 10 podi (tutti nel singolo):
  - 6 vittorie;
  - 1 secondo posto;
  - 3 terzi posti.